# Bierieznik (rejon tarnoski)
Bierieznik (ros. Березник) – wieś w Rosji, w rejonie tarnoskim obwodu wołogodzkiego. W 2010 r. liczyła 7 mieszkańców.